# 盖斯通根
盖斯通根是德国图林根州的一个市镇。总面积75.51平方公里，总人口6003人，其中男性3107人，女性2896人（2011年12月31日），人口密度79人/平方公里。